# Płonącozęby
Płonącozęby - olbrzym występujący mitologii fidżyjskiej. Według wierzeń mieszkańców wysp Fidżi, jego cechą charakterystyczną były ogromne płonące zęby.
Olbrzym nieustająco dręczył mieszkańców Fidżi, niszczył wioski, zjadał ludzi i siał ogólne spustoszenie. Wieśniacy ocalałych wsi postanowili zjednoczyć się by wspólnie pokonać go, w tym celu przygotowali plan zasadzki. Płonącozęby został zwabiony pod ogromną skałę, którą następnie zrzucili mu na głowę, miażdżąc czaszkę. Po śmierci olbrzyma wieśniacy zabrali jego płonące zęby z powrotem do wioski, od tego czasu ludzie nauczyli się używać ognia.